# Cinara cupressi
L'afide dei cipressi, noto anche come afide cinarino (Cinara cupressi Buckton, 1881), è una specie di insetto fitomizo dell'ordine dei Rhynchota.
Caratterizzato dalla morfologia tipica di tutti i membri della superfamiglia degli afidi (Aphidoidea) – piccole dimensioni, corpo tozzo e globoso, apparato boccale pungente-succhiante per nutrirsi della linfa elaborata delle piante – è una specie particolarmente dannosa, in quanto provoca ingenti danni diretti e indiretti alle piante parassitate, tanto da essere inclusa tra le cento specie invasive più dannose al mondo.

## Distribuzione e habitat
Si ritiene che C. cupressi abbia avuto origine nella Grecia orientale e a sud del Mar Caspio, dove il suo ospite originario era il cipresso comune (o cipresso mediterraneo, Cupressus sempervirens). Tuttavia, poiché per motivi ornamentali questi alberi sono stati progressivamente piantati prima in Europa e successivamente esportati in molte altre parti del mondo, la specie è diventata invasiva laddove i cipressi risultano alloctoni. In Europa ha raggiunto l'Italia nel 1978, il Belgio e la Francia nel 1980, la Bulgaria entro il 1988 e il Portogallo entro il 1996. Le popolazioni presenti in diverse aree mostrano preferenze regionali per le specie ospitanti, registrate in Europa su varie specie di Cupressus, Juniperus scopulorum, Juniperus virginiana, Thuja occidentalis e Thuja plicata.
In Medio Oriente aveva raggiunto Israele nel 1980, la Giordania nel 1987 e lo Yemen nel 1999. In Africa era presente in Malawi nel 1986, in Kenya e Zimbabwe nel 1990, in Sudafrica nel 1993, in Libia e Marocco nel 1994. Era stato segnalato in Colombia, in Sud America, nel 1991 e nel 2000 aveva raggiunto il Brasile.

## Biologia

### Alimentazione
In primavera forma dense colonie a manicotto nelle zone più interne e protette delle chiome, mentre in estate le popolazioni si riducono a gruppi di pochi individui.